# McLeansboro
McLeansboro is een plaats (city) in de Amerikaanse staat Illinois, en valt bestuurlijk gezien onder Hamilton County.

## Demografie
Bij de volkstelling in 2000 werd het aantal inwoners vastgesteld op 2945. In 2006 is het aantal inwoners door het United States Census Bureau geschat op 2785, een daling van 160 (-5,4%).

## Geografie
Volgens het United States Census Bureau beslaat de plaats een oppervlakte van 5,9 km², geheel bestaande uit land. McLeansboro ligt op ongeveer 137 m boven zeeniveau.

## Plaatsen in de nabije omgeving
De onderstaande figuur toont nabijgelegen plaatsen in een straal van 20 km rond McLeansboro.

## Geboren
- Henry Warmoth (1842 - 1931), politicus